# ويليام هنتر (سياسي أمريكي، مواليد 1754)
ويليام هنتر (بالإنجليزية: William Hunter)‏ هو قاضي وسياسي أمريكي، ولد في 3 يناير 1754 في شارون ‏ في الولايات المتحدة، وتوفي في 30 نوفمبر 1827 في وندسور في الولايات المتحدة. نشط حزبياً في الحزب الجمهوري الديمقراطي. وقد انتخب عضو مجلس النواب الأمريكي.